# Daugava
A Daugava avagy másképpen Nyugati-Dvina (belarusz nyelven Заходняя Дзьвіна, lettül Daugava, oroszul Западная Двина [zapadnaja dvina], lengyelül Dźwina, németül Düna, észtül Väina) 1020 km  hosszú folyó Észak-Európában, ebből 325 km Oroszország területén. A folyó az oroszországi Valdaj-hátságból ered, majd Fehéroroszországon, Lettországon át folyik, és Rigánál ömlik a Balti-tengerbe.
A folyó nagy része hajózható és csatorna köti össze a Dnyeperrel.
A folyó lettországi részén 3 vízerőmű található: A Rrigai a 35. folyamkilométernél, a ķegumsi (ejtsd: tyegums) a 70. folyamkilométernél és a Pļaviņu (ejtsd: plavinyu) a 107. folyamkilométernél. További erőmű megépítését tervezik Daugavpils (németül Dünaburg) körzetében. Ez ellen a lett környezetvédők nagyon határozottan tiltakoznak.
A 10. században a vikingek a Daugaván és a  Dnyeperen keresztül jutottak el Bizáncba, bár akkor még a Daugava–Dnyeper-csatorna nem létezett.